# Dila
Dila es una ciudad en el sur de Etiopía, en la zona de Gedeo de la región de Naciones, Nacionalidades y Pueblos del Sur. Es el centro administrativo de Gedeo y se encuentra en la carretera de Nairobi (Kenia) hacia Adís Abeba, capital del país. Está a una altitud de unos 1.570 m s. n. m.
Hasta la construcción de la carretera de asfalto hacia la frontera con Kenia a principios de los años setenta, Dila se encontraba en el extremo sur de la carretera desde Adís Abeba, por lo que se convirtió en el punto más importante de comercio del café cultivado más al sur, particularmente de la valorada variedad de la ciudad de Irgachefe. Hoy en día continúa siendo un importante centro del mercado del café. 
Según la Agencia Central de Estadística de Etiopía, en el año 2005 Dila contaba con una población total de 61.114 habitantes, de los cuales 31.329 serían hombres y 29.785, mujeres. El censo nacional de 1994 informaba de que Dila tenía 33.734 habitantes (17.346 hombres y 16.388 mujeres), por lo que el crecimiento en los últimos años ha sido muy fuerte. Dila es la mayor población en el woreda de Wenago.